# Sirig
Sirig (serbisch-kyrillisch Сириг, ungarisch Szőreg) ist ein Dorf in der Südlichen Batschka von Serbien. Es gehört zur Opština Temerin in der autonomen Provinz Vojvodina. Sirig hat eine serbische Bevölkerungsmehrheit, seine Einwohnerzahl bei der Volkszählung 2002 betrug 3.010 Personen.

## Geschichte
Sirig ist die jüngste und kleinste Ortschaft der Opština Temerin. Erstmals wird das Dorf im 15. Jahrhundert erwähnt.

## Einwohner

### Einwohnerzahlen

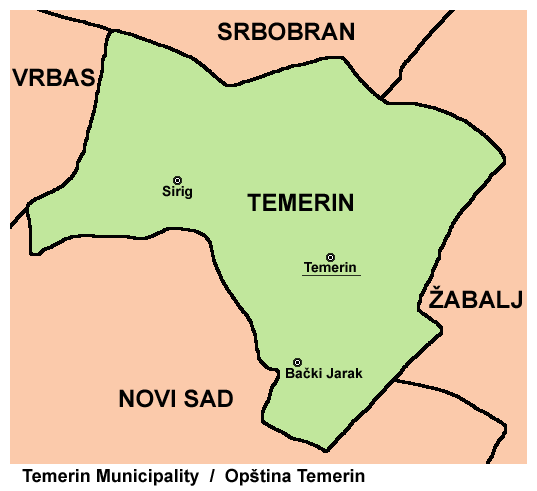
Ortsteile der Stadt Temerin

| Jahr | Einwohnerzahlen |
| ---- | --------------- |
| 1948 | 1.381           |
| 1953 | 1.992           |
| 1961 | 2.269           |
| 1971 | 2.201           |
| 1981 | 2.286           |
| 1991 | 2.542           |
| 2002 | 3.010           |

### Bevölkerungsgruppen
(Volkszählung 2002)